# Lưu Thục nữ (Minh Quang Tông)
Hiếu Thuần Hoàng hậu Lưu thị (孝纯皇后刘氏, 1588 - 1615), không rõ tên thật, nguyên là phi tần của Minh Quang Tông Chu Thường Lạc và là mẹ đẻ của Minh Tư Tông Chu Do Kiểm. Bà chưa từng được ở ngôi Hoàng hậu khi còn sống, chỉ được truy phong sau khi đã qua đời.

## Cuộc đời
Lưu thị là người Hải Châu, cha là Lưu Ứng Nguyên (劉應元), mẹ là Doanh Quốc Thái phu nhân Từ thị (灜國太夫人徐氏). Bà nhập Tiềm phủ hầu hạ Quang Tông khi còn là Thái tử, đầu tiên được phong Thục nữ. Năm Vạn Lịch thứ 38 (1611), Lưu Thục nữ hạ sinh Chu Do Kiểm, con trai thứ năm của Thái tử, sau này là Minh Tư Tông. Tuy vậy, bà không được Thường Lạc sủng ái. Năm Do Kiểm lên 4 tuổi, Thái tử không biết vì lý do gì mà bực bội với Lưu thị, nên đã ra tay giết bà, song không rõ là vô tình hay cố ý. Sau đó Thái tử sợ Vạn Lịch Đế biết được sẽ khiển trách nên ông đã cấm không cho tiết lộ chuyện này ra ngoài cung, cho táng vội Lưu thị tại Tây Sơn.
Trưởng tử Chu Do Hiệu, con của Vương Tài nhân, sau nối ngôi Quang Tông tức Minh Hy Tông, phong cho Chu Do Kiểm làm Tín vương (信王) ở cung Huân Cần, truy phong Lưu thị làm Hiền phi (贤妃). Do Kiểm thường hay hỏi những người hầu: "Bên cạnh Thân Ý vương có một mộ phần nào không ?". Người hầu đáp: "Có". Hoàng tử nói tiếp: "Mẹ ta được chôn trong ngôi mộ này". Nói rồi ông cho người bí mật đào lên.
Minh Hy Tông qua đời khi mới 22 tuổi, cả ba con người con trai của ông đều chết non. Vì thế trước lúc lâm chung đã di chiếu cho Chu Do Kiểm lên kế vị, tức Minh Tư Tông sau này. Ông đã dâng thuỵ cho mẹ mình là Hiếu Thuần Cung Ý Thục Mục Trang Tĩnh Bì Thiên Dục Thánh Hoàng thái hậu (孝纯恭懿淑穆莊静毘天毓圣皇太后), cải táng vào Khánh lăng, Minh Thập Tam lăng cùng với Quang Tông và Hiếu Hòa Hoàng hậu.
Minh Tư Tông cho tìm chân dung của mẹ mình nhưng không thấy. Phó Ý phi, một người thiếp khác của Quang Tông, tự xưng là người thân thuộc với Thái hậu, đã trưng ra bức chân dung của Lưu thị. Sau đó, Tư Tông cho người hoạ lại bức chân dung của bà trong trang phục Hoàng hậu. Khi bức tranh hoàn thành được đem trưng tại Chính Dương môn (正阳门).